# 10th Anniversary Tanaka Rie Birthday Live
『10th Anniversary Tanaka Rie Birthday Live』（テンス・アニバーサリー・タナカ・リエ・バースデイ・ライブ）は、日本の女性声優、田中理恵のライブ・コンサートである。2008年1月27日に田町・Studio Cube 326にて開催された。

## 概要
- 『田中理恵 1st Live 2003 「Live de Rie」』以来5年ぶりのコンサートであり、デビュー10周年を記念して行われたライブ。同日（2008年1月27日）午後3時と午後6時時半の2回公演で開催された。アンコールでは、昼と夜の公演とは異なる1曲を披露した[2]。
- バンドメンバーは山崎洋一（キーボード担当）、金束泰（ギター・バイオリン担当）、斉藤真己（ベース担当）、金子正則（ドラム担当）のミュージシャン4人だった[1]。
- コンサートは未映像化となっている。

## 曲目
1. Let Me Be With You
2. 瞳のトンネル
3. 知らない空
4. キャラクターソングメドレー（ポップ ver）
  - Breathe
  - エプ・ロマネスク
  - Feeling of Love
  - Sunset☆realize
  - かたことの恋
5. MOTHER MOON
6. キャラクターソングメドレー（ロック ver.）
  - わたしは光
  - 侍女部隊隊歌
  - EMOTION
  - あなたの涙をいただくわ!
  - 明日への闘志
  - waku waku MAX
7. Happy-go-lucky
8. アイスティー
アンコール
9. POSTER（第一部）/ 水の証（第二部）
10. Eternal
11. 静かな夜に
12. JUDY[3][4]